# Afino

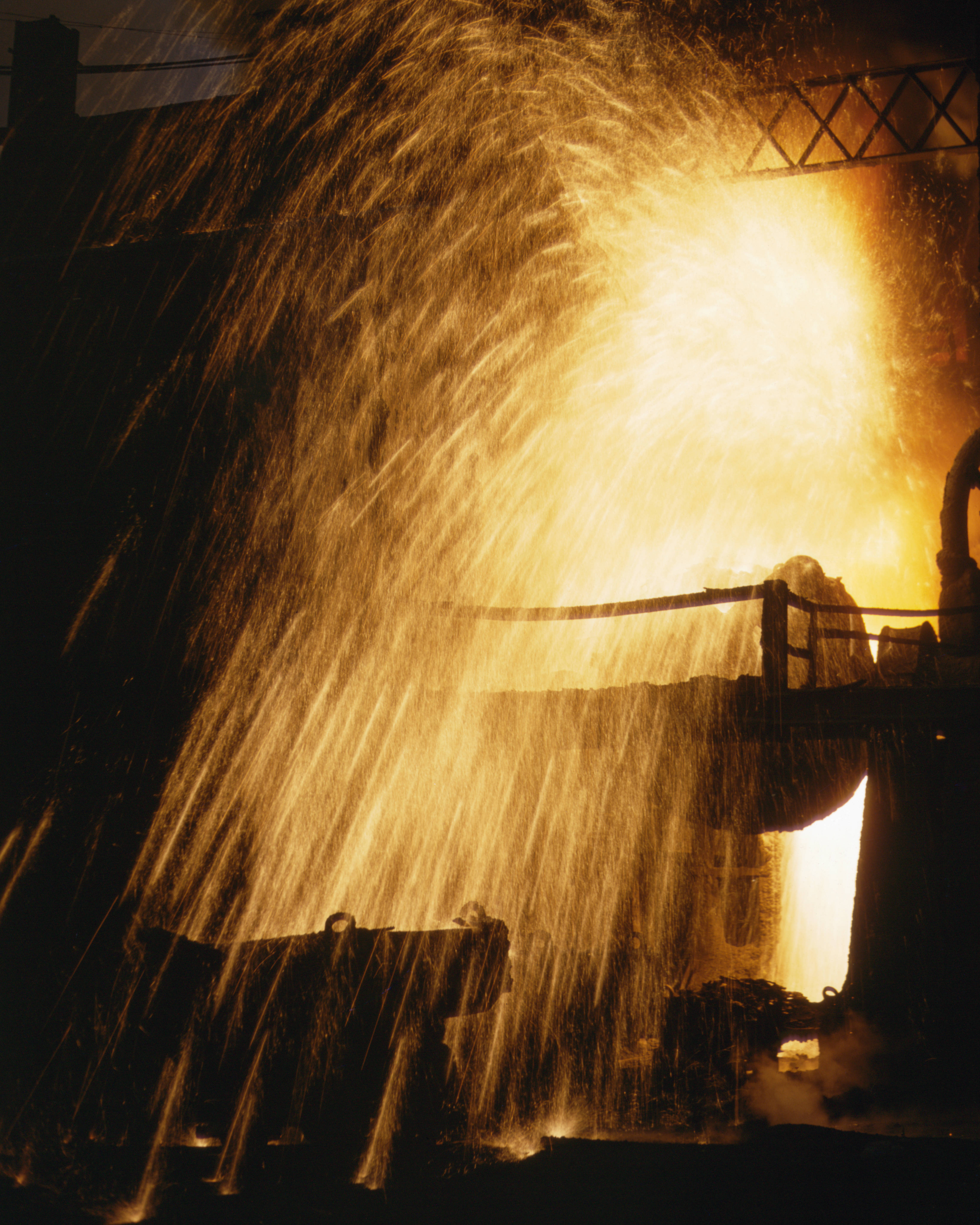
Convertidor Bessemer en plena transformación de arrabio en acero

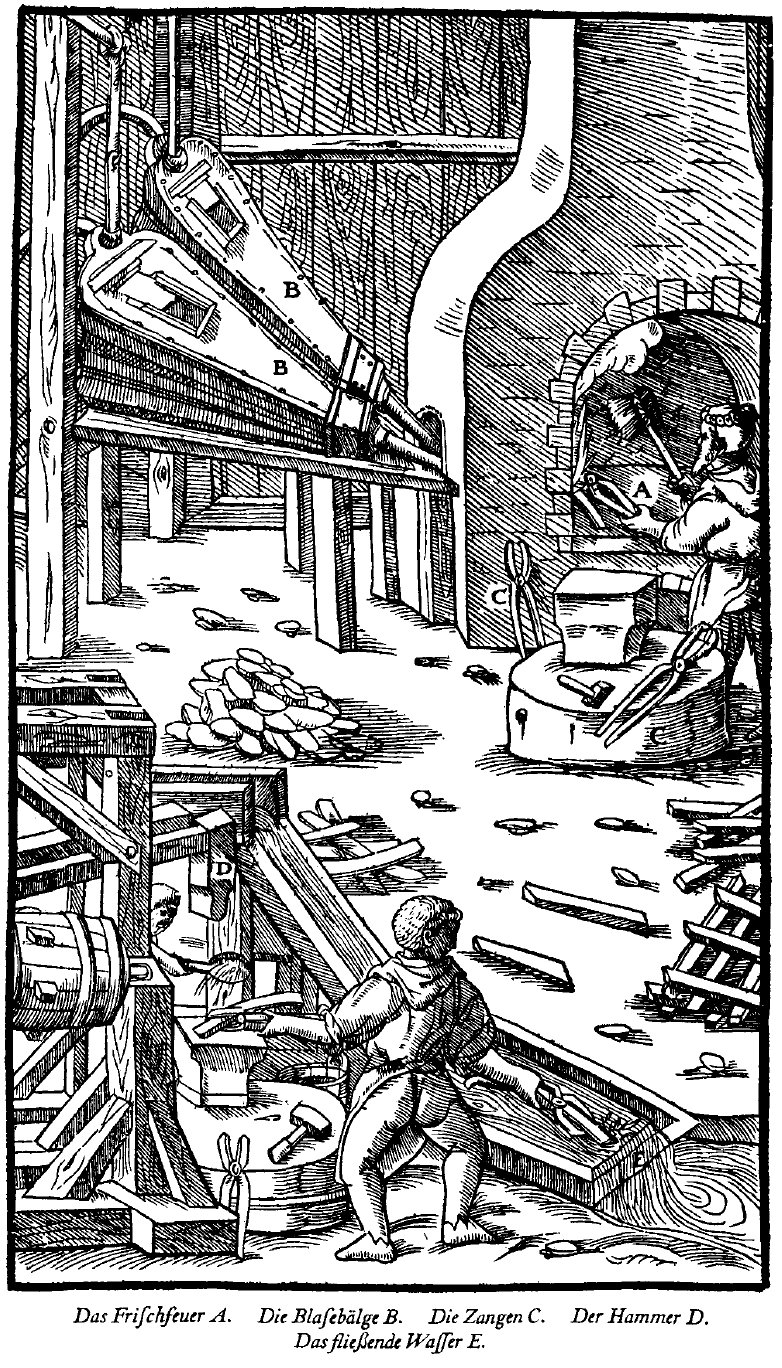
Herreros medievales que refinan la lupa rica en carbono en un fuego frío. Fuente: Agricola: De re metallica, libro XII. (1556)

Afino es el nombre dado a varios procesos que sirven principalmente para reducir el contenido de carbono del hierro con el fin de producir acero, al igual que las proporciones de varios otros componentes indeseables del arrabio, como fósforo y azufre, con la ayuda de oxígeno. Dependiendo del sistema empleado, también se puede procesar chatarra además del arrabio para producir diferentes tipos de acero o de fundición de hierro.
El método más extendido es el de la acería de oxígeno básico (método LD), que a partir de 2013 representaba el 72 % de la producción mundial de acero en bruto.

## Leak
Dependiendo de la temperatura del hierro o acero terminado, existen tres procesos básicos de refinación:
- En el procesado del acero sólido, el hierro no llega a licuarse en el horno, de forma que eliminar el exceso de carbono y las sustancias impuras requiere trabajar el material en caliente para que puedan quemarse en contacto con el oxígeno del aire y los gases generados en la combustión del carbón. El proceso se utiliza en la producción de hierro maleable y en el proceso de Kalling-Rennerfelt para la generación de "chatarra noble" a partir de arrabio granulado.

### Procesos con el acero semisólido
- En losprocesos con el acero semisólido, se procesa arrabio líquido. Sin embargo, en el curso del tratamiento de afinado, el punto de fusión del hierro aumenta por encima de la temperatura del horno debido a la reducción de su contenido de carbono, de modo que el acero resultante comienza a cristalizar y cambia a un estado pastoso.
 Hay cuatro variantes del proceso semisólido del acero:
  - El procedimiento de afinado posterior surgió del horno bajo, en el que se generaba hierro de reducción directa (lupa). El desarrollo posterior del horno bajo (equipado con fuelles) y del horno de flujo hizo que se formara arrabio líquido, con alto contenido de carbono, no afinable en estos hornos debido a las temperaturas más altas con las que se trabajaba. En consecuencia, se generaba arrabio, que era costoso de afinar una vez que se había solidificado, utilizándose carbón vegetal para proporcionar calor y un efecto oxidante con el fin de reducir las sustancias no deseables que acompañan al hierro. A continuación, el material obtenido se sometía a un procedimiento de forja, martillando repetidamente sobre un yunque el hierro al rojo vivo para liberarlo de las inclusiones de escoria.
  - Con la pudelación, proceso también llamado refinado en horno de llama, el arrabio se calienta en un horno de reverbero equipado con una cubeta de escasa altura, hasta que se vuelve líquido, y se hace circular aire caliente sobre él mientras se agita constantemente, lo que asegura que los materiales indeseables que acompañan al hierro se quemen.
  - El proceso de bloques de chatarra funciona principalmente con chatarra de acero que se coloca en el horno en estado sólido, en forma de paquetes, que se calientan a aproximadamente 1400 °C.[2] En la solera se coloca arena, que se combina con el óxido de hierro que se genera en la superficie para formar escoria, que luego se extrae del horno antes de sacar la colada de acero.
  - El proceso Aston se desarrolló en los Estados Unidos. El acero líquido preparado previamente a una temperatura de alrededor de 1500 a 1550 °C se vierte sobre escoria que también está líquida, pero alrededor de 250 °C más fría.[2] Como resultado del proceso de enfriamiento y del vigoroso movimiento, el acero pierde algunos de los gases disueltos y las sustancias extrañas. El enfriamiento también hace que la temperatura caiga por debajo del punto de fusión del acero, que se solidifica formando una lupa que puede pesar varias toneladas.

### Procesos con el acero fundido
- En los "procesos con el acero fundido", la materia prima se introduce en el horno en estado sólido o líquido. Sin embargo, la temperatura aumenta tanto durante el refinado, que el acero siempre acaba licuado al final del proceso. Tiene cinco subtipos diferentes:
  - El proceso de acero de crisol se utilizó originalmente para eliminar las impurezas del acero procesado por otros métodos, mediante la refundición del material con el fin de homogeneizarlo. A medida que aumentó la demanda de aceros especiales, el proceso también se utilizó para producir acero con propiedades adaptadas a determinados propósitos. Este método de fusión se emplea para producir aceros de calidad superior partiendo de fundición, o bien acero si se trata de refinarlo. Se efectúa en hornos de crisol. Los más sencillos son los llamados de viento libre. El crisol es de grafito o de acero inoxidable (20% de níquel y 25% de cromo) y suele calentarse externamente, mediante carbón, gas o petróleo; o, más corrientemente, por inducción. Los hornos de crisol calentados por inducción se emplean para fabricar aceros inoxidables refractarios, aceros magnéticos, etc. Íntimamente relacionado con el acero al crisol, se encuentra el acero al vacío, producido mediante el sistema de descarburación con oxígeno al vacío (proceso VOD). Se denomina así al acero resultante cuando, en algún momento del proceso, el metal fundido se encuentra rodeado por una disminución de la presión atmosférica, lo que facilita que se eliminen los gases ocluidos en su interior, como el óxido de carbono, el oxígeno, el hidrógeno o el plomo entre otros.
  - En el proceso de refinación de solera plana, el arrabio se coloca sobre una solera de poca profundidad. El oxígeno necesario para el refinado se introduce en el baño por medio de transportadores de oxígeno (como por ejemplo, óxidos minerales o cascarilla de laminación). El sistema permiter procesar un porcentaje de chatarra en cada colada. Los hornos Martin-Siemens pertenecen a este tipo de dispositivos.
  - El proceso de refinación por aire no requiere añadir energía al sistema, ya que se genera tanto calor que es innecesaria una fuente de calor adicional. Consiste en lanzar aire comprimido a través de la fundición en estado de fusión, con lo cual, oxidándose los cuerpos extraños que contiene, particularmente el carbono, aquella se transforma en acero o hierro. Para que el afino se haga en buenas condiciones, es indispensable que la temperatura del baño sea siempre superior a la del punto de fusión del metal en los diversos grados de su transformación, el cual se eleva a medida que adelanta el proceso. El oxígeno se insufla a través del arrabio fundido mediante pequeños orificios situados en el fondo del convertidor, o utilizando una lanza desde arriba. Los procesos de refinación por aire o por aire enriquecido con oxígeno soplado desde abajo incluyen el convertidor Bessemer, el convertidor Thomas, y el proceso OBM (Oxygen Bottom Maxhütte o también Oxygen Bottom Blow Metallurgy Process), mientras que en el proceso de Linz-Donawitz (proceso LD) el aire enriquecido con oxígeno se insufla desde arriba.
  - El "proceso de acero eléctrico" es uno de los procesos de refinación en caliente en los que el calor requerido se genera mediante energía eléctrica y se transfiere al material a fundir ya sea con electrodos (como en el horno de arco eléctrico) o mediante campos magnéticos alternos inducidos (como en el horno de inducción). Este método tiene la ventaja de que el metal puede ser tratado sin intervenir el aire atmosférico, con lo cual se evita calentar inútilmente gases inertes, siendo la fuerte concentración del calor favorable por disminuir las pérdidas por conducción y radiación; así se logran productos puros y de una calidad determinada previamente. La temperatura alcanzada puede ser mayor que en cualquiera de los hornos reseñados anteriormente. Además, se evita casi en su totalidad la reoxidación del acero.
  - En el procedimiento Perrin, desarrollado por René Perrin en 1932, el arrabio fundido se vierte desde una altura de varios metros sobre un baño igualmente líquido de escoria, lo que los mezcla intensamente. Debido a la gran superficie de contacto entre las dos fases, el proceso de refinado se completa en pocos minutos.